# Hermann Rülander
Hermann Rülander (* 21. November 1960) ist ein ehemaliger deutscher Fußballtorhüter.

## Karriere
Als Aktiver gehörte Hermann Rülander in der Saison 1981/82 zum Profikader von Werder Bremen. Sein erstes Bundesligaspiel bestritt er am 7. November 1981, als er im Spiel des SV Werder Bremen gegen den 1. FC Köln für den verletzten Stammtorhüter Dieter Burdenski eingewechselt wurde. Eine Woche später stand Rülander beim Spiel gegen Eintracht Frankfurt ebenfalls im Tor. Nachdem er sieben Tore kassiert hatte, wurde er beim Stand von 2:7 (Endstand 2:9) von Otto Rehhagel ausgewechselt und Ersatztorhüter Robert Frese eingewechselt. Zwei Wochen später verließ er den Verein.
1987 stieg Hermann Rülander mit dem SV Meppen in die 2. Fußball-Bundesliga auf. Bis 1992 kam er hier auf 95 Einsätze. Nach Beendigung seiner aktiven Laufbahn war er Trainer beim SV Concordia Ihrhove.
Heute arbeitet Rülander als Jugendtrainer und als Versicherungsmakler in Papenburg. Ebenfalls spielt er noch in der Traditionsmannschaft von Werder Bremen.